# Counter Movement Jump
Der Counter Movement Jump ist eine in der Sportwissenschaft zur Sprungdiagnostik eingesetzte Sprungform zum Testen der konzentrischen Kraftfähigkeit der Sprungmuskulatur, eine Ausholbewegung (nach unten) ist erlaubt.
Normalerweise wird der Sprung dabei aus der Grundstellung heraus ausgeführt, die Arme werden an die Hüften gelegt und sollen nicht an der Ausholbewegung beteiligt werden. Ziel ist es, so hoch wie möglich zu springen.
Durch die Ausholbewegung und die so erzeugte Vorspannung in der Sprungmuskulatur wird im unteren Umkehrpunkt der Bewegung bereits eine positive Kraft erzeugt, die größer ist, als die Kraft, die durch das eigene Körpergewicht erzeugt wird (Prinzip der Anfangskraft).
Einflussgrößen auf die Flughöhe sind Ausholgeschwindigkeit und Beugetiefe, optimale Werte dieser beiden Parameter sind jedoch individuell unterschiedlich.
Als Leistungsindex wird bei diesem Sprung mindestens die Flughöhe gemessen, meist mit Hilfe von Kraftmessplatten.